# Франк, Эдит
Эдит Франк (нем. Edith Frank; 16 января 1900 — 6 января 1945), урождённая Эдит Голлендер (нем. Edith Holländer) —  домохозяйка, мать Анны Франк, девочки, которая с 1942 по 1944 вела в оккупированном нацистской Германией Амстердаме свой знаменитый дневник, благодаря которому их семья стала одной из самых известных жертв немецкого национал-социализма.
В литературной версии дневника Анна сначала хотела вывести мать под псевдонимом Нора Робин (нидерл. Nora Robin), но в итоге поменяла его на Нора Аулис (нидерл. Nora Aulis).

## Биография

### Ранняя жизнь
Эдит родилась в немецко-еврейской семье и была самой младшей из четырёх детей Абрахама Голлендера (1860—1928) и Розы Штерн (1866—1942), которые были видными людьми в еврейском обществе Ахена. Отец был успешным бизнесменом в производстве промышленного оборудования. У Эдит было два старших брата — Вальтер (1897—1968) и Юлиус (1894—1967), — и старшая сестра Беттина (1898—1914), которая умерла в 16 лет от аппендицита, когда Эдит было только 14 лет.

### Свадьба
Она встретила своего мужа, Отто Франка, в 1924 году, и они обвенчались в его тридцать шестой день рождения 12 мая 1925 года в синагоге Ахена. Их первая дочь, Марго, родилась во Франкфурте 16 февраля 1926 года, а вслед за ней, 12 июня 1929 года, родилась и вторая дочь, Анна.

### Эмиграция
После того, как Адольф Гитлер пришёл к власти в Германии и НСДАП победила на муниципальных выборах во Франкфурте в 1933 году, в Германии резко возрос антисемитизм, начали вводиться дискриминационные законы против еврейского населения. Из-за этого семья Франк в тот же год эмигрировала в Амстердам, где Отто основал фирму по производству пектина (которая позже превратилась в фирму по производству джемовых примесей «Опекта»). Братья Эдит Вальтер (1897—1968) и Юлиус (1894—1967) сбежали в США в 1938, а мать Роза Холлендер-Штерн уехала из Ахена в 1939 и переселилась к Франкам в Амстердаме.
Живя в Нидерландах Эдит не так хорошо освоила нидерландский язык, как её муж и дочери — Анна в своём дневнике упоминает, что в моменты волнения Эдит и Августа ван Пельс нередко переходили на немецкий.

### Преследование и смерть
В 1940 нацисты вторглись в Нидерланды и начали преследовать евреев. Дети Эдит были отчислены из их школ и теперь должны были ходить только в школу для евреев, а её муж должен был передать бразды правления его бизнеса своим голландским коллегам Йоханнсу Кляймену и Виктору Куглеру, которые затем, в 1942 году, помогли Франкам укрыться в одном из скрытых помещений в здании на набережной Принсенграхт 263, где располагалась их фирма. Позже к ним примкнули их друзья — супружеская чета ван Пельс вместе с сыном и дантист Фриц Пфеффер. В убежище они скрывались два года, после чего 4 августа 1944 года в их убежище нагрянула полиция — по доносу человека, который так и остался неизвестным.
Все восемь человек четыре дня содержались в тюрьме на улице Ветерингсханс, а затем были помещены в транзитный концентрационный лагерь Вестерборк, откуда 3 сентября они были депортированы в Освенцим. По жестокой иронии судьбы это был последний эшелон, увозивший голландских евреев в знаменитый лагерь смерти, — после него депортация евреев из Вестерборка в Освенцим прекратилась. 30 октября, когда русские были приблизительно в ста километрах от лагеря, в женском отделении Освенцима-Биркенау была объявлена селекция. Всё отделение прошло осмотр у доктора Йозефа Менгеле, который отбирал ещё здоровых заключённых для отправки в другой лагерь. Анна и Марго были отделены от Эдит и в составе 634 женщин перевезены в Берген-Бельзен. Оставшихся заключёных должны были отправить в газовую камеру, поэтому они были собраны в больничном бараке. Благодаря помощи некой старосты греческого барака Эдит вместе со своей знакомой Розой де Винтер (с которой она познакомилась ещё в Вестерборке) в составе 25 заключённых избежала этой участи и перебралась в другую часть лагеря. В начале зимы Эдит и Розу поместили в инвалидный барак, предназначенный для женщин, которые не могли работать. Условия в бараке были самыми ужасными. В один день Роза была вынуждена отвести Эдит в санитарный блок, потому что ту вовсю мучила лихорадка.
6 января 1945 года Эдит Франк скончалась от голода за 10 дней до своего 45-го дня рождения и за 20 дней до того, как Красная Армия освободила Освенцим.

## Дневник
Когда Отто Франк начал редактировать дневник Анны, готовя его к первой публикации, то обнаружил множество нелестных комментариев Анны обо всех жителях Убежища, в том числе и о самой Эдит, с которой у Анны в тот период сложились не лучшие отношения. Отто сократил эти комментарии для первого издания; в частности, он убрал множество комментариев про Эдит, так как в таком виде дневник Анны шёл вразрез с воспоминаниями знакомых семьи. Если Анна в тот период описывала свою мать как чёрствую и саркастичную, то остальные помнили Эдит Франк как скромную женщину, которая пыталась общаться с её детьми-подростками как с равными.
В 1999 году было найдено несколько страниц дневника, убранных Отто из первой публикации, и, как оказалась, не без причины. Согласно этим записям, Анна в какой-то момент обнаружила, как ей показалось, что Эдит очень любила Отто, в то время как сам Отто, хоть и был предан жене, но в действительности не любил её. Считается, что после этого Анна стала по-другому смотреть на мать, и именно поэтому узница Освенцима Блюма Эвес-Эймден вспоминала, что дочери Франк и Эдит всегда держались вместе и были очень близки до того, как их разлучил очередной отбор (Блюма потеряла их из виду после того, как в октябре 1944 года она и её группа были отобраны для работ в исправительно-трудовом лагере в Верхней Силезии, причём отбор туда прошли и Марго с Эдит, но они отказались ехать, так как у Анны к тому моменту развилась чесотка).